# Holody Trophy
Holody Trophy – nagroda przyznawana każdego sezonu zwycięzcy dywizji środkowo-zachodniej Ontario Hockey League. Trofeum zostało nazwane od nazwiska Joe Holodya. Po raz pierwszy zostało przyznane w sezonie 1998–1999.

## Lista zwycięzców
- 1998–1999: Guelph Storm
- 1999–2000: Erie Otters
- 2000–2001: Erie Otters
- 2001–2002: Erie Otters
- 2002–2003: Kitchener Rangers
- 2003–2004: London Knights
- 2004–2005: London Knights
- 2005–2006: London Knights
- 2006–2007: London Knights
- 2007–2008: Kitchener Rangers
- 2008–2009: London Knights
- 2009–2010: London Knights
- 2010–2011: Owen Sound Attack
- 2011–2012: London Knights
- 2012–2013: London Knights
- 2013–2014: Guelph Storm
- 2014–2015: Erie Otters
- 2015–2016: Erie Otters
- 2016–2017: Erie Otters